# Ахароним
Ахарони́м (ивр. אַחֲרוֹנִים‎; ед. ч. אחרון, Ахарон, «последние, поздние») — ведущие раввины и еврейские законоучители, жившие начиная примерно со времени появления кодекса Шулхан Арух (XVI век) и до настоящего времени; начало этого периода не имеет точного общепринятого определения и ашкеназские раввины иногда причисляются к ахароним начиная с XIV века. Раввинские авторитеты предыдущего периода известны как «Ришоним — ранние, первые»).
Для ахароним характерно стремление к такому методу анализа Талмуда и ведения дискуссии, как пилпул, к приведению в соответствие решений и респонсов признанных галахических авторитетов, и к углубленному изучению спорных вопросов с целью создания новых практических правил иудейского права Галаха. Очень большое влияние на ахароним оказал Шулхан Арух, многие работы написаны как комментарии, дальнейшая разработка или полемика с этим кодексом. Ахароним разработали многие галахические правила.
Технический прогресс, изменения в обществе и в еврейской общине (просвещение, эмансипация, становление сионизма), масштабные и часто трагические события (Первая и Вторая мировые войны, Холокост, создание Государства Израиль) поставили ахароним нового и новейшего времени перед необходимостью находить для новых вызовов решения, согласующиеся с Галахой.